# Skorzewo (przystanek kolejowy)
Skorzewo – przystanek kolejowy w Skorzewie, w gminie Kościerzyna, w województwie pomorskim. Według klasyfikacji PKP ma kategorię dworca regionalnego. Przez przystanek przebiega jednotorowa, niezelektryfikowana linia kolejowa nr 201.

## Ruch pasażerski
| Rok  | Wymiana pasażerska na dobę |
| ---- | -------------------------- |
| 2017 | 50-99                      |
| 2022 | 100-149                    |

## Historia
Przystanek, pierwotnie o statusie stacji, powstał przed 1938 rokiem. Podczas okupacji niemieckiej stacja nosiła nazwę Skorschewo.
15 czerwca 1969 o 15:40 na szlaku pomiędzy Kościerzyną a Skorzewem zdarzył się wypadek. Zderzyły się czołowo skład towarowy prowadzony lokomotywą Ty246-84 ze składem osobowym prowadzonym lokomotywą Ok1-279. W katastrofie zginęło 7 osób, a 14 zostało rannych.

## Pociągi
Zatrzymujące się na nim pociągi osobowe kursują pomiędzy Kościerzyną a Gdynią Główną.

## Infrastruktura

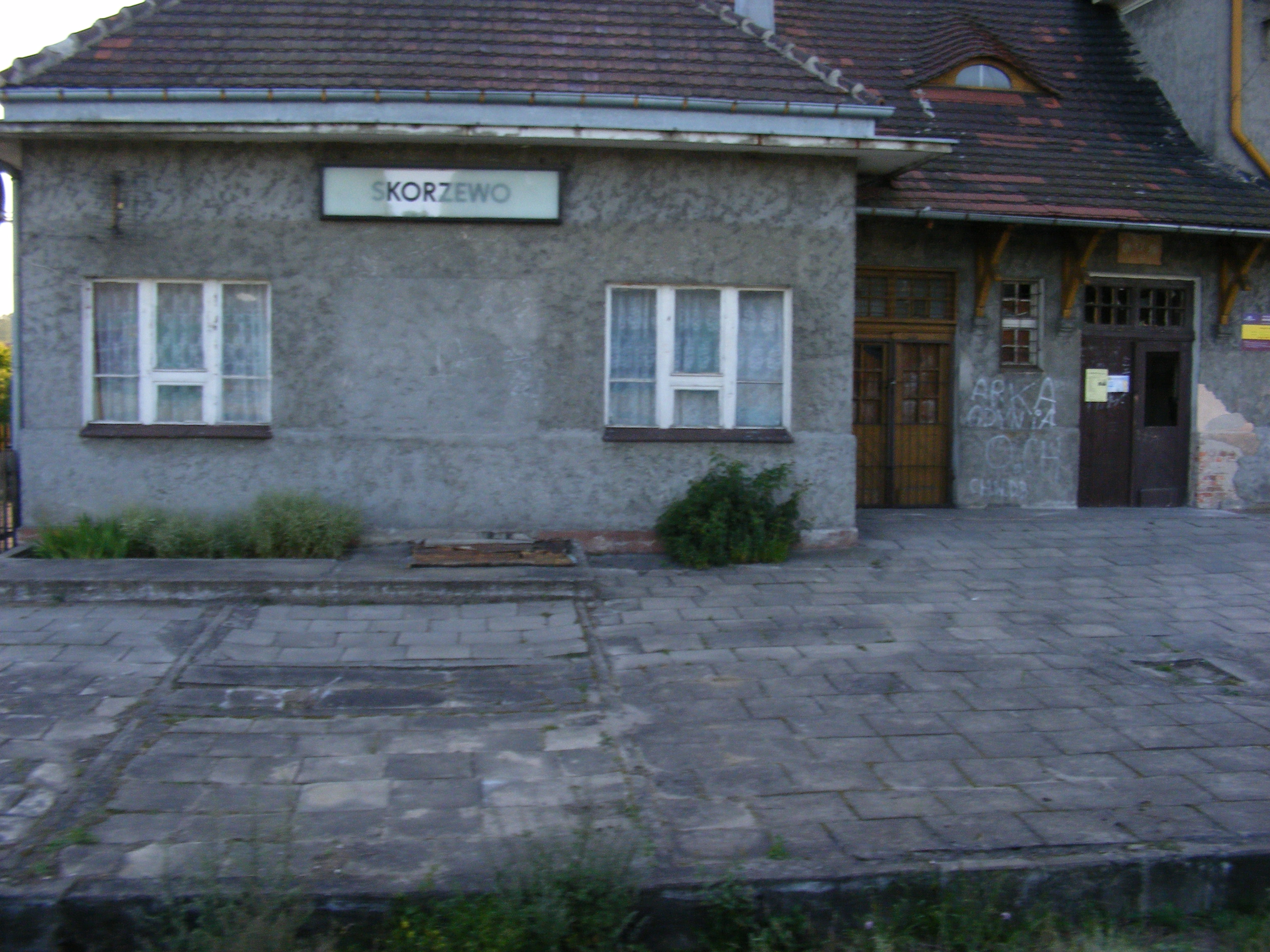
Dworzec

Dworzec w Skorzewie powstał podczas budowy magistrali węglowej w latach 30. Jest zbudowany w stylu zwanym Bydgoszcz - Gdynia lub styl północnej części magistrali węglowej. Budynek dworcowy pełni obecnie funkcje mieszkalną.
Na przystanku wykorzystywana jest tylko jedna krawędź peronowa przy peronie wyspowym, natomiast krawędź znajdująca się bliżej budynku jest nieużywana z powodu zdemontowanego toru mijankowego. W 2014 rozebrano nieużywany peron 1 przy budynku dworcowym.